# 11777 Hargrave
11777 Hargrave eller 3526 T-3 är en asteroid i huvudbältet som upptäcktes den 16 oktober 1977 av den nederländsk-amerikanske astronomen Tom Gehrels och det nederländska astronomparet Ingrid van Houten-Groeneveld och Cornelis Johannes van Houten vid Palomarobservatoriet. Den är uppkallad efter astronomen och flygaren Lawrence Hargrave.
Asteroiden har en diameter på ungefär 2 kilometer och den tillhör asteroidgruppen Nysa.